# تور دلبستگی دهانی (آلبوم)
تور دلبستگی دهانی (به انگلیسی: Oral Fixation Tour) آلبومی از هنرمند اهل کلمبیا شکیرا است که در ۱۲ نوامبر ۲۰۰۷ منتشر شد.